# Maria Carlota Quintanilha
Maria Carlota de Carvalho e Quintanilha, conhecida como Maria Carlota Quintanilha (11 de novembro de 1923 em Coimbra, Portugal) é uma arquiteta portuguesa.

## Vida
Maria Carlota Quintanilha nasceu no dia 11 de Novembro de 1923, em Coimbra, a cidade universitária portuguesa. Era filha da bióloga Maria Suzana de Carvalho e do cientista Aurélio Quintanilha.
Após o divórcio dos pais fica a viver com o pai. Quando este se exila na Alemanha e em França, devido ao facto de ser contra o Estado Novo, ela e a irmã vão com ele. A sua madrasta, Lucya Tiedtke, mãe do seu irmão Alexandre Quintanilha, terá uma forte influência na sua educação. O início da Segunda Guerra Mundial faz com que regresse a Portugal onde irá morar em Lisboa com a mãe que era professora no Liceu Feminino Filipa de Lencastre.
Depois de concluir o ensino médio, Quintanilha começou a estudar arquitectura na Escola Superior de Belas Artes de Lisboa, sentindo que não é bem aceite no meio académico lisboeta por ser mulher,  transfere-se para a equivalente no Porto, onde se forma em 1953, com 17 valores. O seu projecto final, um jardim infantil em Vila real, mostra a sua preferência uma arquitectura moderna. No mesmo ano casa-se com João José Tinoco e parte com ele para  para Cunene, no sul da colónia portuguesa em Angola. Lá trabalhou como arquitecta a solo e em projectos com o marido.
Em 1956, Quintanilha e Tinoco mudaram-se para a capital da colónia portuguesa de Moçambique, a ex- Lourenço Marques (hoje Maputo). Lá ensinou design e geometria descritiva em várias escolas secundárias e profissionais, nomeadamente na Escola Industrial, na Escola Comercial, na Escola Preparatória do Ensino Secundário General Joaquim José Machado, na Escola Preparatória Feminina de Lourenço Marques e  no Liceu de António Enes. Ao mesmo tempo, desenhou várias obras para clientes privados e governamentais, parte delas em colaboração com o marido Tinoco e o amigo Alberto Soeiro.
Em 1972, Quintanilha regressa a Portugal, trazendo consigo a sua experiência e conhecimento do clima tropical de Angola e Moçambique que aplica em projectos arquitectónicos para o  LNEC (Laboratório Nacional de Engenharia Civil).
Em 1973, foi trabalhar no  Ministério da Educação e Investigação Científica, a partir daí e durante a década de 1980, elabora estudos prévios visam a ampliação e intervenção em  equipamentos escolares.
O marido morre em 1983 e ela reforma-se em 1989.

## Trabalho

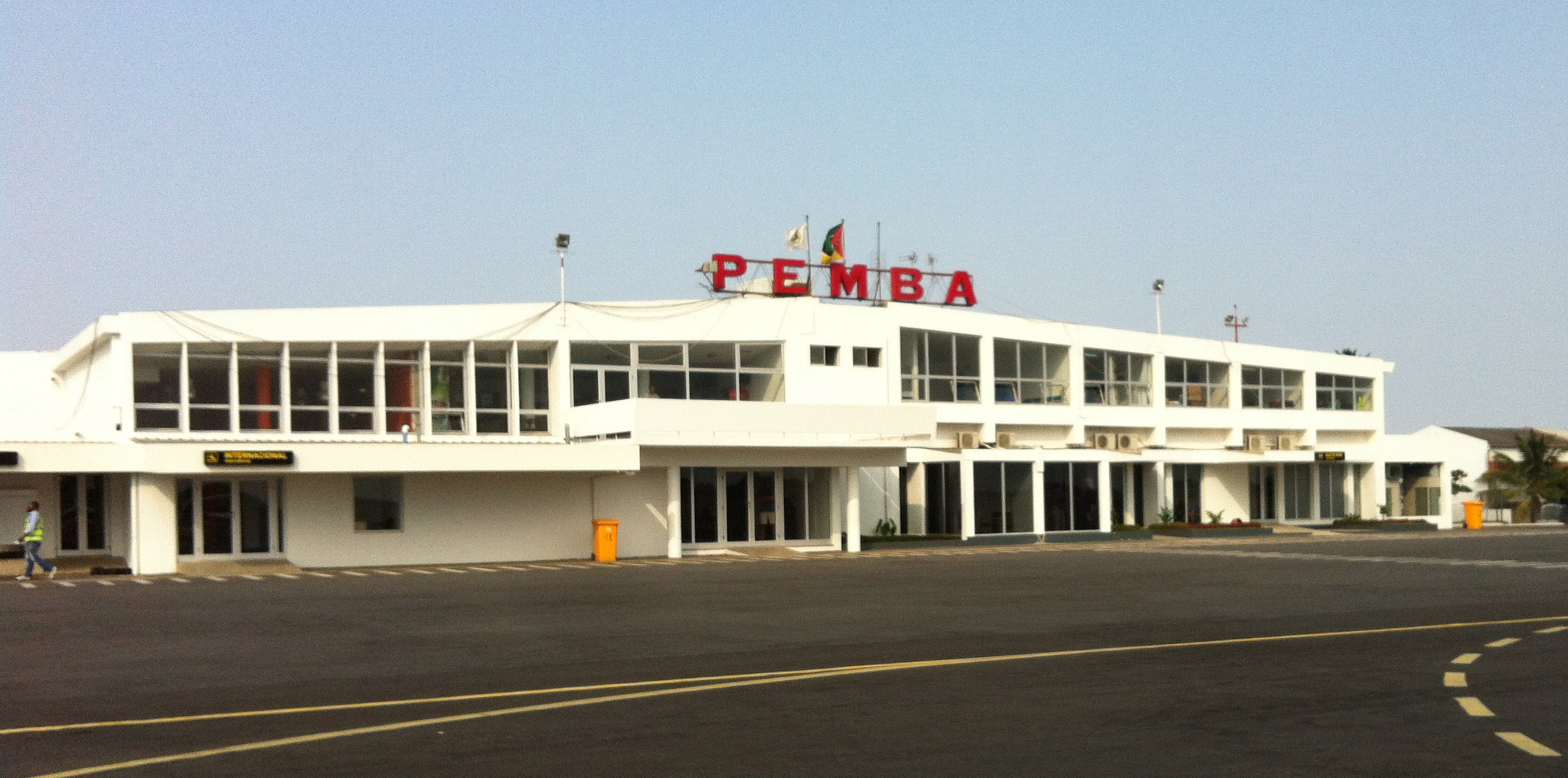
Aeroporto Porto Amélia [actual Pemba], projectado na década de 1960 com João José Tinoco

- 1953–56: Participação na construção da barragem de Biópio, Angola[12]
- 1953–56: Dois blocos de apartamentos em Sá da Bandeira, em Lubango, Angola
- 1956: Pavilhão de Agricultura na EAEM, na ex-Lourenço Marques[9]
- 1957: Sede do Grupo Desportivo do Alto-Maé, na antiga Lourenço Marques, Moçambique[8]
- 1958–59: Sede dos Serviços de Aeronáutica de Lourenço Marques, actual Maputo
- 1959: Pavilhão de Moçambique na Central Trade Fair de Bulawayo, na Rodésia (actual Zimbabwe) [9]
- 1960-1970: Aeroportos de Nampula e Porto Amélia (actual Pemba), em colaboração com João José Tinoco e Alberto Soeiro[13][14][15]
- 1962–66: Palácio das Repartições do Distrito de Niassa, Vila Cabral, Lichinga.[1][9][16]
- 1963: Sede do Governo, Porto Amélia, Cabo Delgado, Moçambique[17]
- 1965: Instituto do Algodão, Lourenço Marques (actual Maputo).[1]
- 1965: Palácio das Repartições do Distrito de Cabo Delgado, Porto Amélia, Pemba[9]
- 1963–66: Plano de urbanização de João Belo [Xai-Xai][1]
- 1964–67: Plano de urbanização para Inhambane e Maxixe[1]
- 1972: Instituto de Investigação Agronómico de Moçambique (IIAM)[1]
- 1972: Casa-Tipo em Moçambique
- 1972: Sindicato Nacional dos Empregados do Comércio e Indústria (SNECI)[1]
- 1972: Estância de repouso em Namaacha.[1]

## Reconhecimento e Homenagens
Em 2020 é criado o Prémio de Mérito Carlota Quintanilha, pela Faculdade de Arquitectura da Universidade de Lisboa,  que visa promover nas novas gerações o interesse pela formação e investigação em Projectos de Arquitectura.